# Lucy Bacon
Lucy Bacon, död 1932, var en amerikansk konstnär. 
Hon var målare och är främst känd för sina impressionistiska motiv av blommor, landskap och stilleben. 